# 杰拉德·悉加列利
杰拉德·悉加列利（Gerard Segarelli  1240年—1300年7月18日）意大利帕尔玛阿尔扎诺隆巴尔多人，中世纪基督教派别使徒兄弟会创始人。青年时期曾申请加入方济各会但遭拒。后领导了反抗天主教会的运动，最后被宗教法庭处以火刑。